# 8644 Betulapendula
8644 Betulapendula (1988 SD) là một tiểu hành tinh vành đai chính được phát hiện ngày 16 tháng 9 năm 1988 bởi E. W. Elst ở Đài thiên văn Haute-Provence.